# امیتی (میسوری)
امیتی، میسوری (به انگلیسی: Amity, Missouri) یک منطقهٔ مسکونی در ایالات متحده آمریکا است که در میزوری واقع شده‌است.

## خصوصیات
امیتی ۰٫۴۴ کیلومترمربع مساحت و ۵۴ نفر جمعیت دارد و ۳۱۵ متر بالاتر از سطح دریا واقع شده‌است.